# Procordulia lompobatang
Procordulia lompobatang là loài chuồn chuồn trong họ Corduliidae. Loài này được van Tol miêu tả khoa học đầu tiên năm 1997.